# La Peau d'un lion
La Peau d'un lion est un roman écrit par l'écrivain canado-srilankais Michael Ondaatje. 
Il est publié pour la première fois en 1987 par McClelland & Stewart. Le roman présente la vie des immigrants qui ont joué un rôle important dans la construction de la ville de Toronto au début des années 1900, mais dont les contributions n'ont jamais fait partie de l'histoire officielle de la ville . Ondaatje met en lumière l'investissement de ces colons au Canada, grâce à leur travail, alors qu'ils restent des étrangers à la société en général. Le livre La Peau d'un lion est donc un exposé de la condition du migrant : « C'est un roman sur le port et le retrait des masques ; la perte de la peau, les transformations et les traductions de l'identité. »
Un aspect important du roman est sa représentation de Toronto dans les années 1930. Ondaatje a passé de nombreux mois dans les archives de la ville de Toronto et des journaux de l'époque. La construction de deux points de repère de Toronto, le viaduc Prince Edward, communément connu sous le nom de viaduc de la rue Bloor, et l'usine de traitement des eaux RC Harris, met l'accent sur la vie des travailleurs immigrants. L'intrigue incorpore un certain nombre d'histoires vraies de l'époque, telles que la chute d'une religieuse d'un pont , la disparition d'Ambrose Small, la répression politique du chef de la police Draper et le meurtre des organisateurs syndicaux Rosvall et Voutilainen.
Dans une section mineure du roman, Patrick Lewis visite Paris, en Ontario dans lequel Ondaatje décrit diverses parties de la ville, notamment : Broadway Street, Wheelers Needleworks, Medusa, Paris Plains, juste au nord de la ville, l'hôtel Arlington et la bibliothèque publique de Paris.
Le titre du roman est tiré d'une ligne de l'épopée de Gilgamesh, après la mort d'Enkidu. Il est situé dans l'épigraphe comme « Je vais laisser mes cheveux pousser longtemps pour toi, je vais errer dans le désert dans la peau d'un lion », faisant écho au thème des voix convergentes racontant l'histoire.
Le livre a été mis en nomination pour le Prix du Gouverneur général dans la catégorie fiction anglaise en 1987[réf. nécessaire]. Le roman plus tardif et plus célèbre d'Ondaatje, Le patient anglais, est en partie une suite de La peau d'un lion, poursuivant les personnages de Hana et Caravaggio, tout en révélant le sort du personnage principal de ce roman, Patrick Lewis.

## Résumé de l'intrigue

### Livre un
Little Seeds
Le premier chapitre, Little Seeds, décrit les années de croissance du personnage principal, Patrick Lewis, fournissant la cause de ses actions ultérieures dans le roman. En tant que jeune garçon à Depot Creek, en Ontario, Patrick regarde les bûcherons arriver en ville l'hiver, travailler dans les moulins les autres saisons et patiner sur la rivière gelée. Le père de Patrick, Hazen Lewis, tient un emploi dans le dynamitage et est méticuleux lorsqu'il lave ses vêtements chaque soir pour enlever les restes d'explosifs sur ceux-ci. Ces éléments forment la base du récit ultérieur : Depot Creek, les bûcherons patinent, se familiarisent avec la dynamite, etc.
The Bridge
Le chapitre The Bridge traite de la construction du viaduc de la rue Bloor, qui reliera l'est de Toronto au centre de la ville et transportera la circulation, l'eau et l'électricité à travers la vallée de Don. RC Harris, le commissaire aux travaux publics de la ville visite souvent le pont la nuit. Une nuit, cinq religieuses errent sur le pont inachevé et l'une d'entre elles tombe. Nicholas Temelcoff, un travailleur immigrant macédonien sur le pont sauve la religieuse qui est tombée du pont, se disloquant le bras. La religieuse, qui n'avait plus son voile, déchire son habit pour lui faire une écharpe. Plus tard, dans un bar, il lui offre du cognac, des compliments et une chance d'améliorer son sort. Temelcoff est un homme silencieux qui a de la difficulté à parler anglais et pourtant ils sont capables de transcender leurs barrières sociales et linguistiques grâce au caractère commun de leurs cicatrices - pour l'homme, il s'agit du travail, pour la femme, celle d'être «toujours malchanceuse». Ce moment est le début de la transformation éventuelle de la religieuse en le personnage d'Alice. Il finit par s'endormir et se réveille avec un médecin traitant son bras et la religieuse est disparue.
The Searcher
En tant que jeune homme, Patrick quitte la profession qui a tué son père et part à la recherche du millionnaire disparu Ambrose Small. Cela le conduit à la maîtresse de Small, Clara Dickens, et à une relation avec elle. Finalement, Patrick perd tout intérêt à trouver Small, dans l'espoir que Clara cesse son aventure avec Small. Clara dit à Patrick qu'elle le quittera pour retrouver Small et le prévient de ne pas la suivre. Patrick a le cœur brisé . Trois ans plus tard, Alice, l'amie de Clara, arrive de façon inattendue et dit à Patrick que la mère de Clara pourrait savoir où est Clara. Patrick part à la recherche de Clara. En rencontrant la mère de Clara, Patrick apprend que Clara et Small vivent dans son ancienne ville natale. Patrick trouve Small vivant dans une maison appartenant à une entreprise forestière et Small tente de le brûler vif - une fois en lui jetant du kérosène, puis en lançant un cocktail Molotov . Patrick s'échappe dans sa chambre d'hôtel et reçoit la visite de Clara, qui panse ses blessures et lui fait l'amour avant de retourner à Small.

### Livre deux
Palace of Purification
En 1930, Patrick travaille comme dynamiteur sur un tunnel sous le lac Ontario, un projet du commissaire Rowland Harris. Patrick loue un appartement dans un quartier macédonien. Il est respecté dans le quartier et est invité par Kosta, un autre homme qui pose de la dynamite, à un rassemblement au Waterworks - un lieu où diverses nationalités se rassemblent pour des discussions politiques secrètes et des divertissements. Patrick assiste à une performance dans laquelle une actrice écrase à plusieurs reprises sa main contre la scène et se précipite pour l'aider. Il la reconnaît comme Alice Gull. Ce geste pour l'aider s'avère faire partie du spectacle. Patrick rend visite à Alice et découvre Hana, sa fille de neuf ans. Patrick et Alice deviennent amoureux. Patrick trouve du travail dans une entreprise de cuir par l'intermédiaire des amis d'Alice et rencontre Nicholas Temelcoff, maintenant boulanger. En étudiant le pont, Patrick en apprend sur la religieuse qui était tombée et dont le corps n'a jamais été retrouvé. Il fait le lien après avoir discuté avec Temelcoff et promet de s'occuper de Hana.
Remorse
Patrick voyage en train, au nord de Huntsville, puis prend un bateau à vapeur jusqu'à un hôtel de Muskoka fréquenté par les riches. Il met le feu à l'hôtel, puis s'échappe sur un petit bateau, se rendant sur l'île voisine, où il rencontre l'aveugle Elizabeth. Nous apprenons qu'Alice est décédée subitement et que Patrick a commis l'incendie criminel sous le coup de la colère. Patrick nage vers un bateau, sachant qu'il sera rattrapé par les autorités.

### Livre trois
Caravaggio
Au pénitencier de Kingston, Patrick et deux autres prisonniers, Buck et Caravaggio, peignent le toit. Patrick et Buck peignent Caravaggio dans le bleu du toit pour qu'il puisse se cacher et s'échapper. Il vole de nouveaux vêtements et change de pansement. Sautant dans un train de lait, il se dirige vers le nord vers la campagne. Il a une cicatrice d'une attaque dont Patrick l'a sauvé en criant un appel de danse carrée. Carvaggio se souvient de son premier cambriolage, au cours duquel il s'est cassé la cheville en récupérant un tableau, il s'était donc caché dans une usine de champignons où une jeune femme nommée Giannetta l'a aidé à se remettre de sa blessure, et avec qui il s'était échappé en s'habillant en femme. Caravaggio entre dans la maison d'une femme qu'il a rencontrée sur le lac et appelle sa femme pour lui faire savoir qu'il va bien. Après avoir parlé au propriétaire du chalet, il retourne chez son beau-frère et retrouve Giannetta.
Maritime Theatre
Quatre ans plus tard, Patrick est relâché de prison et rencontre Temelcoff à la boulangerie de géranium. Hana, maintenant seize ans, vit avec la famille de Temelcoff. Patrick assume la responsabilité de Hana. Un soir, elle le réveille pour lui dire que Clara Dickens a appelé. Elle lui dit que Small est mort et lui demande de venir la chercher à Marmora.
Se rendant compte que l'approvisionnement en eau pourrait être coupé ou qu'il y a des risques d'être empoisonné, Harris installe des gardes à l'aqueduc, qu'il a construit. Caravaggio présente Patrick à sa femme. Ils fraternisent lors d'une fête pour les riches, puis volent un yacht de plusieurs millions de dollars à un couple qu'ils ont chloroformé. Patrick a l'intention de faire sauter l'usine de filtration avec de la dynamite et l'aide de Carvaggio. Patrick entre dans l'usine par la prise d'eau. Il place de la dynamite sur l'installation d'essai de l'usine et porte la boîte détonante au bureau de Harris, où il accuse Harris d'exploiter les travailleurs et d'ignorer leur sort. Patrick raconte à Harris comment Alice Gull a été tuée et nous apprenons qu'elle a accidentellement pris la mauvaise sacoche, contenant une bombe. Patrick épuisé s'endort, et le matin Harris demande à la police de désamorcer les bombes et d'amener une infirmière pour Patrick.
Patrick se réveille et accompagne Hana pour récupérer Clara. À la demande d'Hana, Patrick lui parle de Clara. Patrick demande à Hana de se rendre à Marmora. Le livre se termine par « Lumières, dit-il ». 

## Analyse
Ce roman est classé thématiquement comme postcolonial, car il s'intéresse en grande partie aux cultures et aux langues autochtones des immigrants au Canada. De plus, la structure du roman peut être décrite comme postmoderne dans la mesure où Ondaatje utilise l'intégration de différentes voix, images et la réorganisation du temps pour raconter ces histoires.
Waston et McLeod notent l'utilisation d'un « personnage-chercheur » chez Patrick, et par extension le narrateur de l'histoire, qui agissent comme des observateurs trouvant des « vérités » afin de construire une histoire cohérente représentative de toutes les parties qui l'ont créée.
Devi s'appuie sur l'utilisation par Ondaatje de récits convergents pour découvrir les expériences très différentes des immigrants au Canada et symbolise la question primordiale de l'effacement de leur histoire non officielle des histoires officielles.

## Prix et reconnaissance
- Nommé pour le Prix du Gouverneur général de 1987 pour la fiction en anglais[réf. nécessaire].
- La peau d'un lion, soutenu par Steven Page, a remporté l'édition 2002 de Canada Reads[réf. nécessaire].
- Les Archives de la ville de Toronto ont préparé une visite spéciale de leur collection de photos historiques, prises par Arthur Goss, conçues pour les étudiants lisant La peau d'un lion, car la recherche d'Ondaatje pour le roman a été influencée par l'étude des photos[7],[8]
- En 2009, un passage de « The Bridge » a été placé au viaduc de la rue Bloor à Toronto, devenant ainsi le « projet » inaugural du Bookmark Canada et marquant le début du chemin de la littérature canadienne[9].

## Voir également
- Sleeping Dogs Lie